# Limatula subauriculata
Limatula subauriculata är en musselart som först beskrevs av Montagu 1808.  Limatula subauriculata ingår i släktet Limatula och familjen filmusslor. Enligt den svenska rödlistan är arten otillräckligt studerad i Sverige. Arten förekommer i Götaland. Artens livsmiljö är havet. Inga underarter finns listade i Catalogue of Life.